# Хворобливість
Хворобливість, або поширеність захворювання, — медико-статистичний показник, що характеризує поширеність зареєстрованих захворювань серед населення, як вперше виявлених, так і діагностованих раніше, з приводу яких були первинні звернення по медичну допомогу в поточному році. Рівень хворобливості визначається відношенням кількості зареєстрованих захворювань до середньорічної чисельності постійного населення.

## Обчислення
Хворобливість обчислюється як співвідношення кількості захворювань на 1000 мешканців, вимірюється в проміле (‰).

## Методи вивчення
Основними методами вивчення захворюваності є:
- реєстрація звернень;
- вивчення захворюваності за даними профілактичних медичних оглядів.